# Puente Internacional de la Paz
El Puente Internacional de la Paz es uno de los puentes que permiten el cruce de la frontera entre Ecuador y Perú.

## Descripción
La edificación es parte del Eje vial 1 que une el departamento de Tumbes en el norte peruano y la provincia de El Oro en el suroeste ecuatoriano como vía alternativa del puente Internacional Aguas Verdes-Huaquillas y de la Panamericana que pasa por las costas del golfo de Guayaquil.
El puente fue ideado dentro del Plan Binacional 2007-2008, como punto de conexión entre  Piura y Guayaquil, ideado por los presidentes Alan García de Perú y Rafael Correa de Ecuador.
Está prohibida la circulación peatonal por el puente de la Paz, incluido a vehículos de dos y tres ruedas con y sin motor.
La obra recibió oposición de los comerciantes del puente Aguas Verdes-Huaquillas, por el temor de que el nuevo puente bajaría el comercio de la conurbación Huaquillas-Zarumilla, provocando incidentes el día de la fecha de su inauguración, en octubre de 2009. La alcaldía del Cantón Huaquillas informó que el nuevo puente esta dirigido para el transporte masivo, cuestión que no es posible en el puente de la conurbación, que es peatonal.